# Sterrenbeurs
Sterrenbeurs was een crossmediaal televisieprogramma geproduceerd door Endemol dat in 2003 werd uitgezonden door SBS6.

## Programmaopzet
Honderdvijftig bekende deelnemers kregen een beursnotering. Deelnemers op de beurs kochten en verkochten op basis van de activiteiten van die BN-ers hun aandelen, waardoor de koersen veranderden. Bovendien werden er wekelijks bonuspunten vergeven aan certificaathouders van de meest succesvolle aandelen. De deelnemers konden met hun verdiende punten weer sparen voor een uitstapje of activiteit met bekende Nederlanders. Wie winst maakte, kon in de sterrenbeurswinkel een leuke ster uitkiezen. Men kon onder meer een dagje parachutespringen met Jan Smit, ontbijten met Gordon, op misdaadreportage met Peter R. de Vries of een onderonsje hebben met Tatjana. Connie Breukhoven bood tegen inlevering van sterrenbeurspunten haar nieuwe revolutionaire huidbehandeling aan.

## Goede start
Op 26 augustus 2003 begon de stemming om te bepalen welke Honderdvijftig sterren een aanvangnotering zouden krijgen. Tijdens een grote launch party op 14 september werd de uitslag bekendgemaakt. De dag erna werd de beurs geopend voor de handel. De eerste uitzending van het wekelijkse programma Sterrenbeurs vond plaats op dinsdag 16 september.
Aanvankelijk leek Sterrenbeurs aan te slaan bij het publiek. Tienduizenden internetters bezochten de website om hun stem uit te brengen op de populairste bekende Nederlanders. De namen van Wendy van Dijk, André Hazes, Carlo Boszhard en Katja Schuurman, maar ook Albert Verlinde stonden direct hooggenoteerd.

## Presentatie
Het tv-programma werd gepresenteerd door Adam Curry en Robert ten Brink. De deelname van Curry was des te opvallender omdat hij in de voorafgaande weken via zijn weblog grote kritiek op het programma had geuit. Op hoge poten eiste hij destijds dat zijn naam noch zijn portret ooit in verband zouden worden gebracht met Sterrenbeurs. Het ging hem erom dat er (onbetaald) gebruikgemaakt werd van de naamsbekendheid van de sterren, zoals ook zijn echtgenote Patricia Paay. Een hoog salaris deed hem van gedachten veranderen.

## Kijkcijferflop
Sterrenbeurs werd gepresenteerd als de grote concurrent van RTL 4's Masterplan. De veel gehypete eerste tv-uitzending was echter een grote teleurstelling. Het was voornamelijk een wirwar van snel bewegende beelden en muziekjes. De informatiewaarde was nul, omdat alle benodigde info sneller en overzichtelijker op de internetsite te vinden was. Qua amusement had het programma niets te bieden, terwijl de chemie tussen Curry en Ten Brink ook nog eens volledig ontbrak. 
Met slechts 318.000 kijkers was de start van het tv-programma beroerd te noemen en vond er al direct spoedoverleg tussen SBS en producent Endemol plaats. SBS weet de tegenvallende kijkcijfers vooral aan de 'keiharde concurrentie' van de Champions League-wedstrijd AC Milan-Ajax. Een week later keken er echter nog steeds maar 329.000 mensen. 
Op 26 september koos Endemol voor een laatste redmiddel. De week erop zou de show uitgezonden worden op maandag-, woensdag- en zaterdagavond. Maandag en woensdag duurde het programma een kwartier, zaterdagavond een uur. Adam Curry bleef de presentator, maar Robert ten Brink verzorgde alleen nog maar interviews.
Twee dagen later kondigde ook Curry aan het bijltje er bij neer te willen gooien. Hij constateerde dat het grootste probleem is dat er geen brug is bedacht tussen het beursspel en het televisieprogramma. Een gapend gat in het concept, omdat de interactiviteit ontbrak. De spelers bleken geen kijkers te zijn, en andersom. Hij zocht de oorzaak bij het totale gebrek aan leiding bij zowel Endemol als SBS, zo meldde hij op zijn weblog.
Op 1 oktober stemden er nog slechts 174.000 mensen af op het SBS-programma. Als reactie werd de zendtijd opnieuw ingekort en was het alleen nog een blokje in de veel beter bekeken uitzendingen van Shownieuws.
Op 17 oktober stopte Curry definitief, hij werd opgevolgd door Chimène van Oosterhout.
Na nog even doorgesukkeld te zijn werd 3 december de stekker er definitief uitgetrokken. De kijkcijfers waren zo slecht, dat de top van SBS maatregelen moest nemen, stelde algemeen directeur Bart in 't Hout. Het programma was definitief mislukt.